# Darwin (volcan)
Pour les articles homonymes, voir Darwin.
Le Darwin, aussi appelé en anglais Mount Williams, est un volcan d'Équateur situé aux îles Galápagos, sur l'île Isabela. Il s'agit d'un volcan bouclier couronné par une caldeira et dont la dernière éruption remonte à 1813.

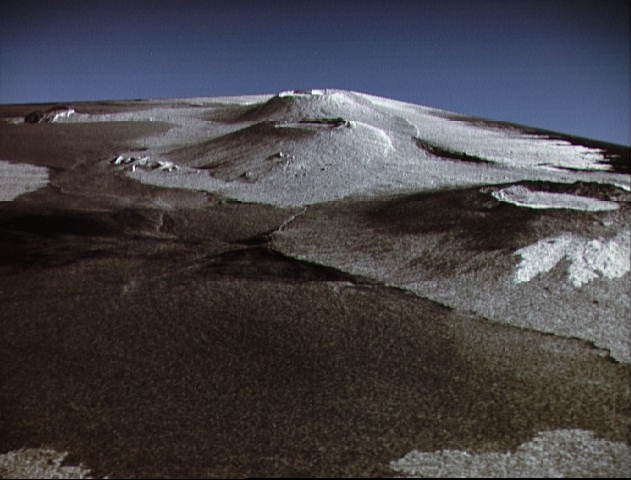
Image radar tridimensionnelle et en perspective d'une partie de l'île Isabela avec l'Alcedo à droite, le Darwin au centre et le Wolf en arrière-plan.